# Jewel Staite
Jewel Belair Staite (White Rock, 1982. június 2. –) kanadai színésznő.
Legismertebb szerepei Kaylee Frye a Firefly és a Serenity, valamint Dr. Jennifer Keller a Csillagkapu: Atlantisz című sorozatokban.

## Fiatalkora
1982. június 2-án született White Rockban (Brit Columbia, Kanada), hét gyermek között a legfiatalabbként. Gyermekként már modellkedett és hatéves kora óta színészkedik. A Vancouver Film School tanintézménybe járt, majd a Vancouver Youth Theatre színházban dolgozott. 

## Pályafutása
Staite több alkalommal játszott hosszabb-rövidebb szerepeket televíziós sorozatokban. Legismertebb szerepe Kaylee Frye az egy évadot megélt Firefly című sci-fi/western sorozatban, majd ennek filmváltozatában (Serenity). Ehhez kapcsolódón írt egy fejezetet a Finding Serenity című könyvbe Kaylee Speaks: Jewel Staite On Firefly címmel. Feltűnt epizódszerepekben az X-akták és a Wonderfalls című sorozatokban.
4 éven át tagja volt a Csillagkapu: Atlantisz című sorozat csapatának Dr. Jennifer Keller szerepében, így Adam Baldwin és Morena Baccarin mellett a harmadik olyan színész volt, aki a Fireflyból került át a Csillagkapu-univerzumba. Az Atlantisz sorozatban Paul McGillion (Dr. Carson Beckett) szerepét vette át, az ötödik évadban pedig állandó szereplő lett a stábban. Dr. Keller szerepét megelőzően epizódszerepe is volt a sorozatban, ő alakította a lidércgyermek, Ellia szerepét (2. évad, Ösztön).
2010-ben a SyFy Mothman című filmjében játszott, és Dr. Kellerként tért vissza a Csillagkapu: Atlantisz Stargate: Extinction című egész estés filmjében is.

## Magánélete
2003. április 25-én ment férjhez Matt Andersonhoz, házasságuk 2011-ben válással végződött. Második férjével, Charlie Ritchie-vel 2016 óta házasok. 
Dolgozott több AIDS jótékonysági szervezetnek és a Diszlexia alapítványnak.

## Filmográfia

### Film
| Év   | Magyar cím      | Eredeti cím                               | Szerep                 | Megjegyzések                 |
| ---- | --------------- | ----------------------------------------- | ---------------------- | ---------------------------- |
| 1995 |                 | Gold Diggers: The Secret of Bear Mountain | Samantha               |                              |
| 1996 | Idegroncs derbi | Carpool                                   | szappanopera színésznő |                              |
| 2002 | Mesterlövészek  | Cheats                                    | Teddy Blue             |                              |
| 2005 | Serenity        | Serenity                                  | Kaylee                 | magyar hangja: Roatis Andrea |
| 2009 |                 | After Dusk They Come                      | Liz                    | Straight to video            |
| 2011 |                 | The Pact                                  | Anna                   | rövidfilm                    |
| 2015 |                 | She Who Must Burn                         | Margaret               |                              |
| 2015 |                 | How to Plan an Orgy in a Small Town       | Cassie Cranston        |                              |
| 2018 |                 | CC                                        | CC                     | rövidfilm                    |

### Televízió
| Év        | Magyar cím                               | Eredeti cím                            | Szerep                        | Megjegyzések                                           |
| --------- | ---------------------------------------- | -------------------------------------- | ----------------------------- | ------------------------------------------------------ |
| 1991      |                                          | Posing: Inspired by Three Real Stories | Jennifer Lanahan              | tévéfilm                                               |
| 1992–1994 |                                          | The Odyssey                            | Labelia                       | 2 epizód                                               |
| 1993      |                                          | Liar, Liar                             | Dorianna                      | tévéfilm                                               |
| 1993      | Az egyetlen kiút                         | The Only Way Out                       | Alexandra Carlisle            | tévéfilm                                               |
| 1994–1995 |                                          | Are You Afraid of the Dark?            | Kelly / Cody                  | 2 epizód                                               |
| 1995      | X-akták                                  | The X-Files                            | Amy Jacobs                    | 1 epizód (Nefelejcs) magyar hangja Vadász Bea          |
| 1996      | A zendai fogoly                          | Prisoner of Zenda, Inc.                | Theresa                       | tévéfilm                                               |
| 1996      |                                          | Space Cases                            | Catalina                      | főszereplő (1. évad)                                   |
| 1996–1997 |                                          | Flash Forward                          | Rebecca "Becca" Fisher        | főszereplő                                             |
| 1997–1999 | Drágám, a kölykök már megint összementek | Honey, I Shrunk the Kids: The TV Show  | Tiara VanHorn                 | visszatérő szereplő (5 epizód)                         |
| 1998–2001 | A halottkém                              | Da Vinci's Inquest                     | Gabriella Da Vinci            | visszatérő szereplő (13 epizód)                        |
| 1999      |                                          | So Weird                               | Callie Snow                   | 1 epizód                                               |
| 1999      |                                          | Sabrina: The Animated Series           | ismeretlen szerep             | szinkronhang (4 epizód)                                |
| 1999      |                                          | Nothing Too Good for a Cowboy          | Sally Prentiss                | 2 epizód                                               |
| 2000      | Erdei Iskola                             | Higher Ground                          | Daisy Lipenowski              | főszereplő                                             |
| 2001      | A halhatatlan                            | The Immortal                           | Danielle Jenkins              | 1 epizód                                               |
| 2001      | 2gether – Dögös ötös                     | 2gether: The Series                    | Josie                         | 1 epizód                                               |
| 2001      | Seven Days – Az időkapu                  | Seven Days                             | Molly                         | 1 epizód                                               |
| 2002      | Egy önéletrajz vázlata                   | Roughing It                            | Susan Olivia Clemens          | tévéfilm                                               |
| 2002      | Szegények orvosa                         | Damaged Care                           | Bryanna (15–20 évesen)        | tévéfilm                                               |
| 2002      | Rejtélyes igazságok                      | Beyond Belief: Fact or Fiction         | Carly / Shannon               | 1 epizód                                               |
| 2002      |                                          | Just Deal                              | Laurel                        | visszatérő szereplő (8 epizód)                         |
| 2002–2003 | Firefly                                  | Firefly                                | Kaylee Frye                   | főszereplő (14 epizód) magyar hangja Várkonyi Andrea   |
| 2003      | Haláli hullák                            | Dead Like Me                           | goth lány                     | 1 epizód                                               |
| 2004      | Huff                                     | Huff                                   | Carolyn                       | 1 epizód                                               |
| 2004      | Halott ügyek                             | Cold Squad                             | Thora Andrews                 | 1 epizód                                               |
| 2004      |                                          | Wonderfalls                            | Heidi Gotts                   | visszatérő szereplő (4 epizód)                         |
| 2005      | Özvegy a hegyen                          | Widow on the Hill                      | Jenny Cavanaugh               | tévéfilm                                               |
| 2005–2009 | Csillagkapu: Atlantisz                   | Stargate Atlantis                      | Ellia                         | 1 epizód (2005)                                        |
| 2005–2009 | Csillagkapu: Atlantisz                   | Stargate Atlantis                      | Jennifer Keller               | - visszatérő szereplő (4. évad) - főszereplő (5. évad) |
| 2010      | Molyember                                | Mothman                                | Katharine Grant               | tévéfilm                                               |
| 2010      | 13-as raktár                             | Warehouse 13                           | Loretta                       | 1 epizód                                               |
| 2010      | Csoda Manhattanben                       | Debbie Macomber's Call Me Mrs. Miracle | Holly                         | tévéfilm                                               |
| 2011      | Végzetes jóslat                          | Doomsday Prophecy                      | Brook Calvin                  | tévéfilm magyar hangja Bognár Anna                     |
| 2011      | Odaát                                    | Supernatural                           | Amy Pond                      | 1 epizód                                               |
| 2012      | L.A. Complex – Hollywoodi álmok          | The L.A. Complex                       | Raquel Westbrook              | főszereplő (19 epizód)                                 |
| 2012–2013 |                                          | Animism: The Gods' Lake                | Melody Ravensfall (hangja)    | főszereplő (6 epizód)                                  |
| 2013      | Hetedik érzék                            | The Listener                           | Lori Black                    | 1 epizód                                               |
| 2013      | A karácsonyfa dísze                      | The Christmas Ornament                 | Jenna                         | tévéfilm                                               |
| 2013      |                                          | State of Syn                           | Annika Drake                  | 6 epizód                                               |
| 2013–2014 | Gyilkosság                               | The Killing                            | Caroline Swift                | visszatérő szereplő (11 epizód)                        |
| 2015      |                                          | A Frosty Affair                        | Kate                          | tévéfilm                                               |
| 2016      | A holnap legendái                        | Legends of Tomorrow                    | Dr. Bryce                     | 1 epizód                                               |
| 2016      | Castle                                   | Castle                                 | Erin Cherloff                 | 1 epizód                                               |
| 2016      |                                          | Not with His Wife                      | Monica Boland                 | tévéfilm                                               |
| 2017      |                                          | The Wrong Bed: Naked Pursuit           | Stella Williams               | tévéfilm                                               |
| 2017      |                                          | Same Time Next Week                    | Sarah                         | tévéfilm                                               |
| 2017–2020 | Rejtjelek                                | Blindspot                              | Kiva Garen                    | 2 epizód                                               |
| 2018      |                                          | The Detectives                         | Penny Hart nyomozó            | 1 epizód                                               |
| 2018      | Páratlan páros                           | Take Two                               | Jackie Jarvis / Angela Truman | 1 epizód                                               |
| 2018      | Doktor Murphy                            | The Good Doctor                        | Stella                        | 1 epizód                                               |
| 2019      | A rend                                   | The Order                              | Renee Marand                  | 2 epizód                                               |
| 2019–2020 | A varázslók                              | The Magicians                          | Phyllis                       | 4 epizód                                               |
| 2021–     |                                          | Family Law                             | Abigail Bianchi               | főszereplő                                             |
| 2022      |                                          | Quantum Leap                           | Naomi Harvey                  | 1 epizód                                               |

## Díjak és jelölések
Két alkalommal jelölték Gemini-díjra: 1998-ban a Flash Forward sorozat Presents, majd 2008-ban a Csillagkapu: Atlantisz sorozat Eltűntek című epizódjáért. 2009-ben Leo-díjra jelölték az Atlantisz A vadász vadásza című epizódban nyújtott alakításáért.